# 董名弼
董名弼，直隶通州（今北京通州）人，清朝政治人物。监生出身。
董名弼曾于1697年接替王允玟任青浦县知县一职，1701年由许鈺接任。